# Sheneh (Pharaon)
Sheneh là một vị vua cai trị một vài vùng của Ai Cập trong thời kỳ Chuyển tiếp thứ Hai, có thể là vào thế kỷ thứ XVII TCN, và dường như thuộc về vương triều thứ 14. Do vậy ông sẽ trị vì toàn bộ phía Đông của đồng bằng châu thổ sông Nile từ Avaris và có thể là cả khu vực phía Tây đồng bằng châu thổ. Vị trí trong biên niên sử và danh tính của ông vẫn chưa rõ ràng.

## Chứng thực
Sheneh là một trong số ít các vị vua được chứng thực của vương triều thứ 14 cùng với ba con dấu bọ hung được quy cho là của ông. Tuy vậy, không có con dấu nào trong số đó có nguồn gốc rõ ràng, điều này cản trở quá trình nghiên cứu về vương quốc của Sheneh. Một con dấu bọ hung trong số đó hiện nay đang nằm tại bảo tàng Anh, một cái khác ở Aberdeen, số thứ tự 21048, và cái thứ ba thì nằm tại Moskva với số thứ tự 2258.
Con dấu bọ hung ở Moskva của Sheneh có kiểu trang trí đường viền cùng với biểu tượng của một sợi dây thừng, vốn chỉ được sử dụng trong những con dấu bọ hung các quan lại thuộc vương triều thứ 13 và cho vị vua Sheshi cùng người con trai Ipqu của ông ta thuộc giai đoạn đầu vương triều thứ 14. Do vậy Sheneh có thể cũng đã trị vì trong giai đoạn đầu vương triều thứ 14, dưới một cái tên prenomen mà có thể đã được ghi lại trong cuộn giấy cói Turin.

## Danh tính

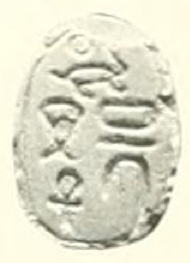
Con dấu bọ hung của Sheneh, ngày nay nằm tại Bảo tàng Anh quốc BM EA 32392.

Sheneh là người được chứng thực tương đối rõ ràng đối với một vị vua của vương triều thứ 14 cho nên nhà Ai Cập học Kim Ryholt đề xuất rằng ông có thể được đồng nhất với Sehebre hoặc Merdjefare. Thực vậy, Sehebre và Merdjefare đã trị vì từ 3–4 năm, đây là những triều đại kéo dài nhất của vương triều này và là các vị vua được chứng thực một cách nghèo nàn.
Tên của Sheneh đôi khi còn được dịch là Shenes do cách đọc sai của ký tự ban cho cuộc sống.